# Indeni Roses Football Club
Le Indeni Roses FC est un club féminin de football zambien basé à Ndola. C'est la section féminine du Indeni FC (en), le club parrainé par la Indeni Petroleum Refinery.

## Histoire
En 2019, les Roses remportent la Copperbelt League. Le club perd ensuite aux tirs au but (1-1, 5-4) face aux Green Buffaloes lors du Charity Shield, trophée opposant les champions de Lusaka et de Copperbelt qui préfigure le championnat féminin de Zambie.
Lors de la première saison de ce championnat, en 2020, les Indeni Roses perdent de la même manière face au même adversaire (1-1, 3-1t. a. b.) en demi-finale.

## Rivalités
Les Indeni Roses disputent le derby de Ndola face aux ZESCO Ndola Girls.